# Neonatologie

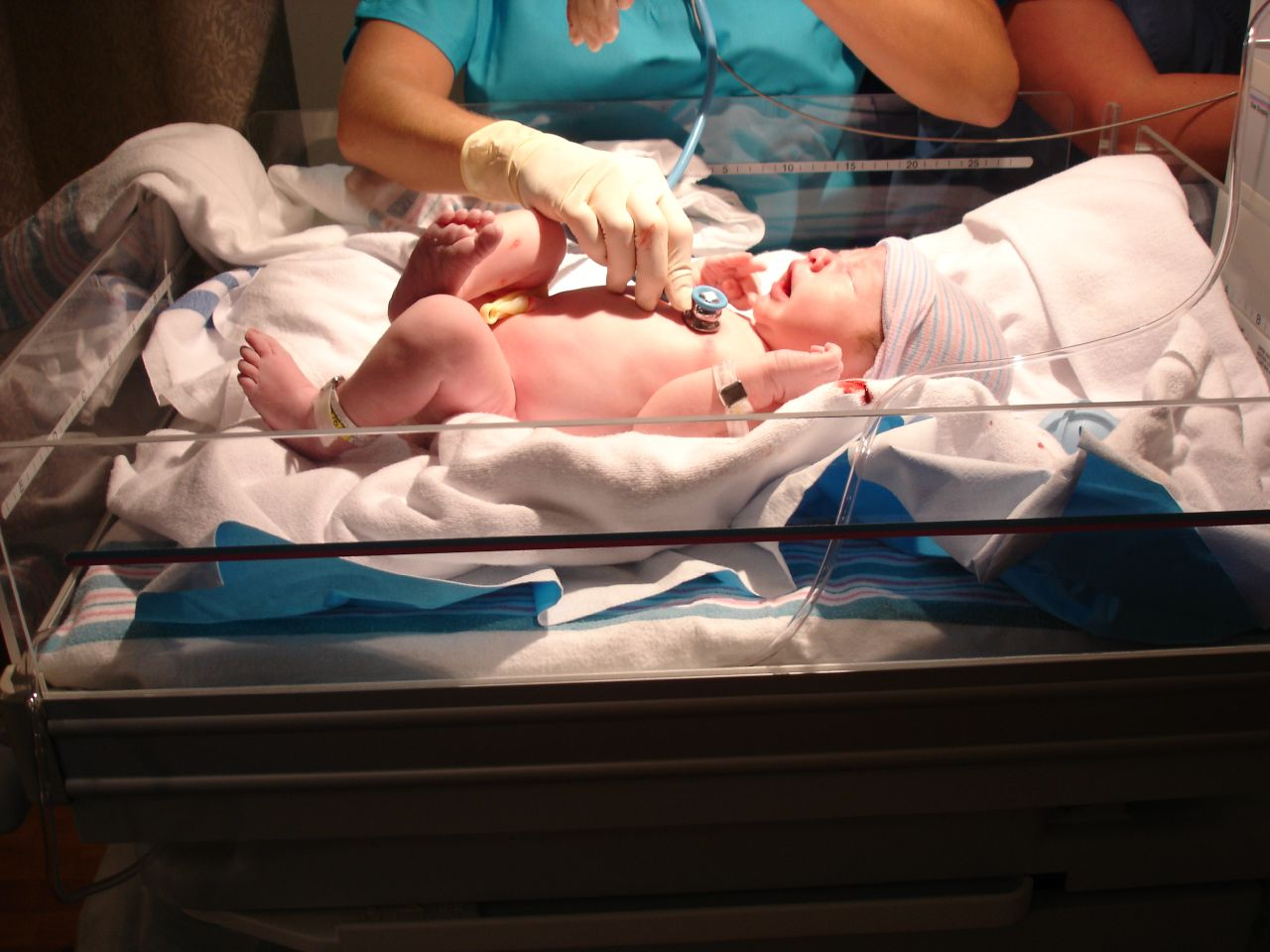
Klinische Untersuchung eines Neugeborenen

Als Neonatologie (Kompositum aus altgriechisch νέο- néo-, deutsch ‚neu-‘ und lateinisch natus ‚geboren‘ sowie dem Suffix -logie) bezeichnet man
1. die Lehre der Pathologie und Physiologie (menschlicher) Neugeborener;
2. entsprechend einen Zweig der angewandten Kinderheilkunde, der sich mit Neugeborenenmedizin (häufig auch Frühgeborenenmedizin) und Neugeborenenvorsorge befasst.

## Umfang
Die Neonatologie befasst sich mit den speziellen Problemen und deren Behandlung von Frühgeborenen und kranken Neugeborenen. In den letzten Jahrzehnten hat die Medizin im Bereich der Neonatologie immense Fortschritte gemacht: Es sind bessere Medikamente, welche die Lungenreifung beschleunigen, bessere Beatmungsgeräte und Überwachungsgeräte für Herzaktionen (EKG), Sauerstoff-/Kohlendioxidaustausch (Kapnometer) sowie Sauerstoffsättigungsmesser verfügbar.
Übliche Verfahren in der apparativen Diagnostik beim Früh- und Neugeborenen sind heute:
1. Ultraschall, einschließlich Dopplersonographie
2. Röntgenuntersuchungen
3. Schnittbildverfahren (Computertomographie und Magnetresonanztomographie)
4. Elektroenzephalographie und Polygraphie

Die Lebensfähigkeit von Frühgeburten beginnt in der 23. Schwangerschaftswoche, wenn die Neugeborenen ein Geburtsgewicht von etwa 500 Gramm haben. In Deutschland liegt ab der vollendeten 24. Woche die Überlebenschance bei 50:50. In den darauffolgenden Lebenswochen erhöht sich die Überlebenschance rapide, in der 28. Woche liegt sie bereits bei über 90 Prozent. Durch die verbesserte perinatale Versorgung von kranken Neugeborenen ist heute auch die Säuglingssterblichkeit in Mitteleuropa deutlich niedriger. In Zahlen ausgedrückt: In Österreich fiel die Säuglingssterblichkeit von 14,3 im 1. Lebensjahr Gestorbene auf 1.000 Lebendgeborene im Jahr 1980 auf 3,0 im Jahr 2014.

## Deutschland

### Ärztliche Weiterbildung Neonatologie
Die Neonatologie ist in Deutschland ein anerkannter Schwerpunkt des Facharztgebietes Kinder und Jugendmedizin. 
Die Schwerpunktbezeichnung „Neonatologie“ kann nach Abschluss der pädiatrischen Facharztausbildung und entsprechender Weiterbildung in einer neonatologischen Einrichtung erworben werden.   Nach erfolgreichem Abschluss einer Weiterbildungszeit von 24 Monaten mit anschließender Prüfung erteilt die zuständige Landesärztekammer die Berufsbezeichnung Neonatologe/Neonatologin getragen werden. 

### Versorgungsstruktur
Die Versorgungsstufen in der Geburtshilfe teilen sich ein in
- Geburtsklinik
- perinataler Schwerpunkt für gesunde Schwangere
- Perinatalzentrum zur Versorgung von (Hoch-)Risikoschwangerschaften

In einer Geburtsklinik werden gesunde Schwangere mit mehr als 36 Schwangerschaftswochen, gesunden Neugeborenen und ohne vorhersehbare Komplikationen versorgt.
Im perinatalen Schwerpunkt werden Schwangere nach der 32. Schwangerschaftswoche und nicht lebensbedrohlich erkrankte Neugeborene mit einem Geburtsgewicht von mehr als 1500 g versorgt.
Im Perinatalzentrum werden Schwangere betreut mit drohender Frühgeburt (vor der 32. Schwangerschaftswoche) oder mit zusätzlichem Risiko (z. B. bei Fehlbildung des Feten) und bis zur 35. Schwangerschaftswoche, ebenso Schwangere mit insulinpflichtiger diabetischer Stoffwechselstörung mit fetaler Gefährdung. Auch werden dort lebensbedrohlich erkrankte Neugeborene unter anderem intensivmedizinisch versorgt, sowohl reife, lebensbedrohlich erkrankte Neugeborene, beispielsweise mit kritischem Herzfehler, angeborenen Stoffwechselkrankheiten oder schweren schwangerschaftsassoziierten Erkrankungen (Wachstumsretardierung < 3. Perzentile bei Präeklampsie, Gestose, HELLP-Syndrom) als auch Frühgeborene mit einem Geburtsgewicht unter 1500 g.